# Kolab-Talsperre
Die Kolab-Talsperre befindet sich 8 km südöstlich der Stadt Jeypore im Distrikt Koraput im Südwesten des indischen Bundesstaats Odisha am Oberlauf des Sabari (auch Kolab).
Die 1985/86 fertiggestellte Talsperre wird von Odisha Hydro Power Corporation Ltd. betrieben.
Das Absperrbauwerk bildet eine 630,5 m lange Gewichtsstaumauer. Die Bauhöhe beträgt 54,5 m. Die 11 Fluttore erstrecken sich über eine Länge von 169,2 m.
Der maximale Wasserstand liegt bei 858 m, der geringste Wasserstand, bei welchem noch Wasser aus dem Stausee entnommen wird, beträgt 844 m.
Der Gesamtstauraum des Stausees umfasst 1215 Mio. m³, der Speicherraum beträgt 935 Mio. m³.
Der Stausee hat eine maximale Fläche von 114,32 km².
Der mittlere Wasserstand liegt bei 853,33 m.
Das Wasser wird über einen Stollen und eine Druckleitung dem Wasserkraftwerk (⊙) bei Jeypore zugeleitet. Dieses hat 4 vertikale Francis-Turbinen zu je 80 MW. Die mittlere Fallhöhe liegt bei 253 m. Die durchschnittliche Jahresleistung liegt bei 832,2 Mio. kWh. Unterhalb des Wasserkraftwerks wird ein Teil des Wassers in Bewässerungskanäle abgeleitet. Die Talsperre dient auch der Trinkwasserversorgung der Städte Damonjodi, Koraput, Sunabeda und Jeypore.